# تفسير أسماء الله الحسنى للزجاج
تفسير أسماء الله الحسنى كتاب يشرح أسماء الله الحسنى من تأليف أبو إسحاق الزجاج المتوفى سنة 311 هـ.

## التعريف بالمؤلف
هو إبراهيم بن السري بن سهل، أبو إسحاق الزجاج. ولد سنة 241 هـ وكان أول حياته يحترف خراطة الزجاج، فقد لُقّب بمهنته، وكان دخله من هذا العمل ضئيلا، لا يكاد يتجاوز الدرهمين، وربما كان درهماً واحداً، أو درهماً ونصف الدرهم، وتاقت نفسه - مع ما هو فيه من الإقلال - إلى التعلم ومعرفة اللغة، فاتصل بمجلس محمد بن يزيد بن عمير بن حسن الأزدي، أبو العباس، المعروف بالمبرد. وقد كان المبرد لا يُعلم إلا بأجر، ولا يبذل لتلاميذه من علمه إلا بقدر ما يدفعون له من المال. أما الزجاج فقد عرض أن يدفع لشيخه المبرد درهماً واحداً كل يوم، ما امتدت حياتهما، سواء احتاج إلى التعلم أو استغنى عنه، ويمنح المبرد مقابل ذلك أقصى ما يبذل من التعليم، وقبل المبرد ما عرضه الزجاج، فلزمه، وكان يخدمه في أموره مع ذلك، وكان تلميذاً ذكياً استطاع أن يحصل في زمن قصير على قدر واسع من المعلومات، واكتسب إلى جانب ذلك ثقة أستاذه وكان من تلاميذه المقربين إليه. وقد وفي كل منهما لصاحبه، وظل الزجاج يدفع لأستاذه هذا الأجر، ولما اتسع رزقه بذل له عطاء أكثر وبعث إليه بالهدايا الثمينة، وظل يرعاه في آخر حياته ويرفق به في كبره حتى توفى المبرد وهو راضي عنه.
وُصف الزجاج في كتب التراجم بأنه كان من أهل الدين والفضل، وجمال الطريقة. ويذكرون شاهداً على ذلك، أن الزجاج قد اختصم يوماً مع رجل يدعى مسينيد أو مسيند، فشتمه الزجاج وسبه، فكتب إليه مسينيد بهذه الأبيات:
فلما علم الزجاج بهذه الأبيات، وسمعها، قصده راجلاً واعتذر إليه وسأله أن يعفو عنه ويسامحه.
قال عنه الذهبي في سير أعلام النبلاء: «الإمام، نحوي زمانه، أبو إسحاق، إبراهيم بن محمد بن السري الزجاج البغدادي، مصنف كتاب: "معاني القرآن"، وله تآليف جمة. لزم المبرد، فكان يعطيه من عمل الزجاج كل يوم درهما، فنصحه وعلمه. ثم أدب القاسم بن عبيد الله الوزير، فكان سبب غناه، ثم كان من ندماء المعتضد. مات سنة إحدى عشرة وثلاثمائة، وقيل: مات في تاسع عشر جمادى الآخرة سنة عشرة.»
توفي سنة 311 هـ، وقد سئل عن عمره حين حضرته الوفاة، فقال لهم سبعين.

## وصف الكتاب
كان سبب تأليفه الكتاب هو طلب القاضي إسماعيل بن إسحاق بن إسماعيل البصري، ثم البغدادي المالكي (ت. 282 هـ)، منه أن يفسر له الأسماء الحسنى، فأملاها الزجاج عليه. وقد بين الزجاج ذلك في مقدمة الكتاب فقال: «هذه تفاسير الأسامي التي رويت عن رسول الله ﷺ في قوله: "إن لله تسعة وتسعين اسماً، مائة إلا واحدة"، وقد كان القاضي إسماعيل بن إسحاق - رحمه الله - طلبها منا، فأمليناها عليه.»
وبعد إملاء الزجاج أسماء الله الحسنى مع تفسيرها على القاضي إسماعيل بن إسحاق، نسخها تلميذ الزجاج أبو علي الفارسي النحوي، ثم قرأها عليه. وقد ابتدأ الزجاج تفسيره الأسماء الحسنى، برواية الحديث بسنده الذي فيه الأسماء الحسنى، فقال: «حدثنا إسماعيل بن إسحاق، قال: حدثنا صفوان بن صالح الثقفي، قال: حدثنا الوليد بن مسلم، قال: حدثنا شعيب بن أبي حمزة، قال: حدثنا أبو الزناد عن الأعرج عن أبي هريرة قال: قال رسول الله ﷺ: "إن الله تسعة وتسعين اسماً، مائة إلا واحدة، إنه وتر يحب الوتر، من أحصاها دخل الجنة".» ثم لما بين معنى الإحصاء في الحديث قال: «وأنا أذكر كل هذه الأسماء على ما جاءت به الرواية التي قدمنا ذكرها، وأفسرها»، فذكر الأسماء، كالتالي: «هو الله الذي لا إله إلا هو، الرحمن، الرحيم، الملك، القدوس، السلام، المؤمن، المهيمن، العزيز، الجبار، المتكبر، الخالق، البارئ، المصور، الغفار، القهار، الوهاب، الرزاق، الفتاح، العليم، القابض، الباسط، الخافض، الرافع، المعز، المذل، السميع، البصير، الحكم، العدل، اللطيف، الخبير، الحليم، العظيم، الغفور، الشكور، العلي، الكبير، الحفيظ، المقيت، الحسيب، الجليل، الكريم، الرقيب، المجيب، الواسع، الحكيم، الودود، المجيد، الباعث، الشهيد، الحق، الوكيل، القوي، المتين، الولي، الحميد، المحصي، المبدي، المعيد، المحيي، المميت، الحي، القيوم، الواجد، الماجد، الواحد، الأحد، الصمد، القادر، المقتدر، المقدم، المؤخر، الأول، الآخر، الظاهر، الباطن، الوالي، المتعالي، البر، التواب، المنتقم، العفو، الرؤوف، مالك الملك، ذو الجلال والإكرام، المقسط، الجامع، الغني، المغني، المانع، الضار، النافع، النور، الهادي، البديع، الباقي، الوارث، الرشيد، الصبور.»
ويلاحظ في سرده أن الأسماء المذكورة مائة اسم، وقد قال الرسول في الحديث: «مائة إلا واحدة»، لكن بعد الرجوع إلى رواية الترمذي التي هي هذه الراوية تبين وجود السهو في زيادة اسم الأحد، فإن هذا الاسم ليس في رواية الوليد بن مسلم عن شعيب بن أبي حمزة، وإنما في رواية عبد الملك بن محمد الصنعاني، ورواية عبد العزيز بن الحصين. وبعد ذكره للأسماء، فسرها تفسيراً إجمالياً مختصراً مستشهداً بنصوص القرآن والسنة، وأشعار العرب المعتبرة.

## مزايا الكتاب
من أهم ما يتميز به هذا الكتاب هو ما يلي:
- أنه متقدم؛ فهو من أقدم ما ألف في أسماء الله الحسنى تأليفاً مستقلاً، فمؤلفه أبو إسحاق الزجاج ولد سنة 241 هـ، وتوفي سنة 311 هـ، فهو من المصادر الأصيلة المتقدمة التي لها قيمة معتبرة عند العلماء والباحثين. وهو أيضا من تآليف الزجاج المتقدمة؛ فقد ألفه للقاضي إسماعيل بن إسحاق وقد توفى القاضي سنة 282 هـ، فيكون قد ألفه الزجاج قبل وفاته ب 29 سنة على أقل تقدير.
- الكتاب يعد مرجعاً أصيلاً من مراجع اللغة؛ لأن مؤلفه من أئمة اللغة الكبار المعتبرين، فالكتاب ثروة لغوية مركزة اعتمد عليها كثير ممن فسر الأسماء الحسنى.
- الاختصار وسهولة العبارة: فلم يجنح مؤلفه فيه إلى دقائق مسائل اللغة وغريبها؛ بل اكتفى بالواضح من الألفاظ الذي يؤدي إلى المعنى بأقرب طريق، فمثلاً في تفسيره لاسم الله المصور قال: «هو مُفَعّلِ من الصورة، وهو تعالى مصور كل صورة لا على مثال احتذاه، ولا رسم ارتسمه، تعالى عن ذلك علواً كبيراً.»

## شرح معاني بعض الأسماء

### القهار
«القهر في وضع العربية، الرياضة، والتذليل. يقال: قهر فلان الناقة: إذا راضها، وذللها. وأنشد أبو عمرو الشيباني: (عواص مراحا لم يدن لقاهر ... ) والله تعالى، قهر المعاندين بما أقام من الآيات، والدلالات على وحدانيته وقهر جبابرة خلقه بعز سلطانه، وقهر الخلق كلهم بالموت.»

### السميع
«هو فعيل في معنى فاعل، وقد تقدم في مثله القول، والله تعالى، سامع، وسميع. ويجيء على قياس قول قطرب أن يقول في سميع: إنه الذي يسمع السر وسامع: في كل شيء. ويجيء في كلامهم: سمع بمعنى: أجاب. من ذلك ما يقوله المصلي عند رجوعه من الركوع: "سمع الله لمن حمده". فُسِّر على أنه بمعنى: استجاب. وقد أنشد أبو زيد في النوادر: (دعوت الله حتى خفت ألا ... يكون الله يسمع ما أقول) أي: لا يجيب.»

### العظيم
«المعظم في صفة الله تعالى، يفيد عظم الشأن والسلطان، وليس المراد به وصفه بعظم الأجزاء؛ لأن ذلك من صفات المخلوقين تعالى الله عن ذلك علواً.»

### العلي
«هو فعيل في معنى فاعل، فالله تعالى عال على خلقه وهو علي عليهم بقدرته، ولا يجب أن يذهب بالعلو ارتفاع مكان، إذ قد بينا أن ذلك لا يجوز في صفاته، تقدست، ولا يجوز أن يكون على أن يتصور بذهن أو يتجلى لطرف، تعالى عن ذلك علواً كبيراً.»

### الكبير
«والكبر ها هنا أيضا يراد به كبر القدرة ولا يجوز أن يذهب به مذهب زيادة الأجزاء على ما بيَّنَّا، أنه لا يجوز في هذه الأسماء.»

### المقيت
«قال أهل اللغة: إن المُقيت، المقتدر على الشيء، وقال الله عز ذكره: {وكان الله على كل شيء مقيتا} يريد، والله أعلم، مقتدراً. وقال الشاعر
(ألي الفضل أم علي إذا حوسبت ... إني على الحساب مقيت)»

### القيوم
«هو فَيعول. من قام، يقوم، الذي بمعنى: دامَ، لا القيام المعروف. وقال الله تعالى ذكره: {ومنهم من إن تأمنه بدينار لا يؤده إليك إلا ما دمت عليه قائما} أي: دائما، والله أعلم. القيوم وهو الدائم، وكان من قراءة عمر بن الخطاب رحمه الله {الحي القيام}.»

### الأول
«هو موضوع التقدم والسبق، ومعنى وَصفِنا: الله تعالى بأنه أول: هو متقدم للحوادث بأوقات لا نهاية لها. فالأشياء كلها وجدت بعده، وقد سبقها كلها. وكان رسول الله صلى الله عليه وسلم يقول في دعائه: (أنت الأول فليس قبلك شيء، وأنت الاخر فليس بعدك شيء).»

### الآخر
«هو المتأخر عن الأشياء كلها، ويبقى بعدها.»

### الظاهر
«هو الذي ظهر للعقول بحججه، وبراهين وجوده، وأدلة وحدانيته. هذا إن أخذته من الظهور، وإن أخذته من قول العرب؛ ظهر فلان فوق السطح إذا علا، ومن قول الشاعر: (وتلك شكاة ظاهر عنك عارها ... ) فهو من العلو، والله تعالى، عال على كل شيء، وليس المراد بالعلو: ارتفاع المحل؛ لأن الله تعالى، يجل عن المحل، والمكان. وإنما العلو علو الشأن، وارتفاع السلطان. ويؤكد الوجه الآخر: قوله صلى الله عليه وسلم في دعائه: (أنت الظاهر فليس فوقك شيء، وأنت الباطن، فليس دونك شيء)»

### الباطن
«هو العالم ببطانة الشيء. يقال: بطنت فلاناً وخبرته: إذا عرفت باطنه، وظاهره. والله تعالى، عارف ببواطن الأمور وظواهرها؛ فهو ذو الظاهر، وذو الباطن.»